# Tatyana Ali

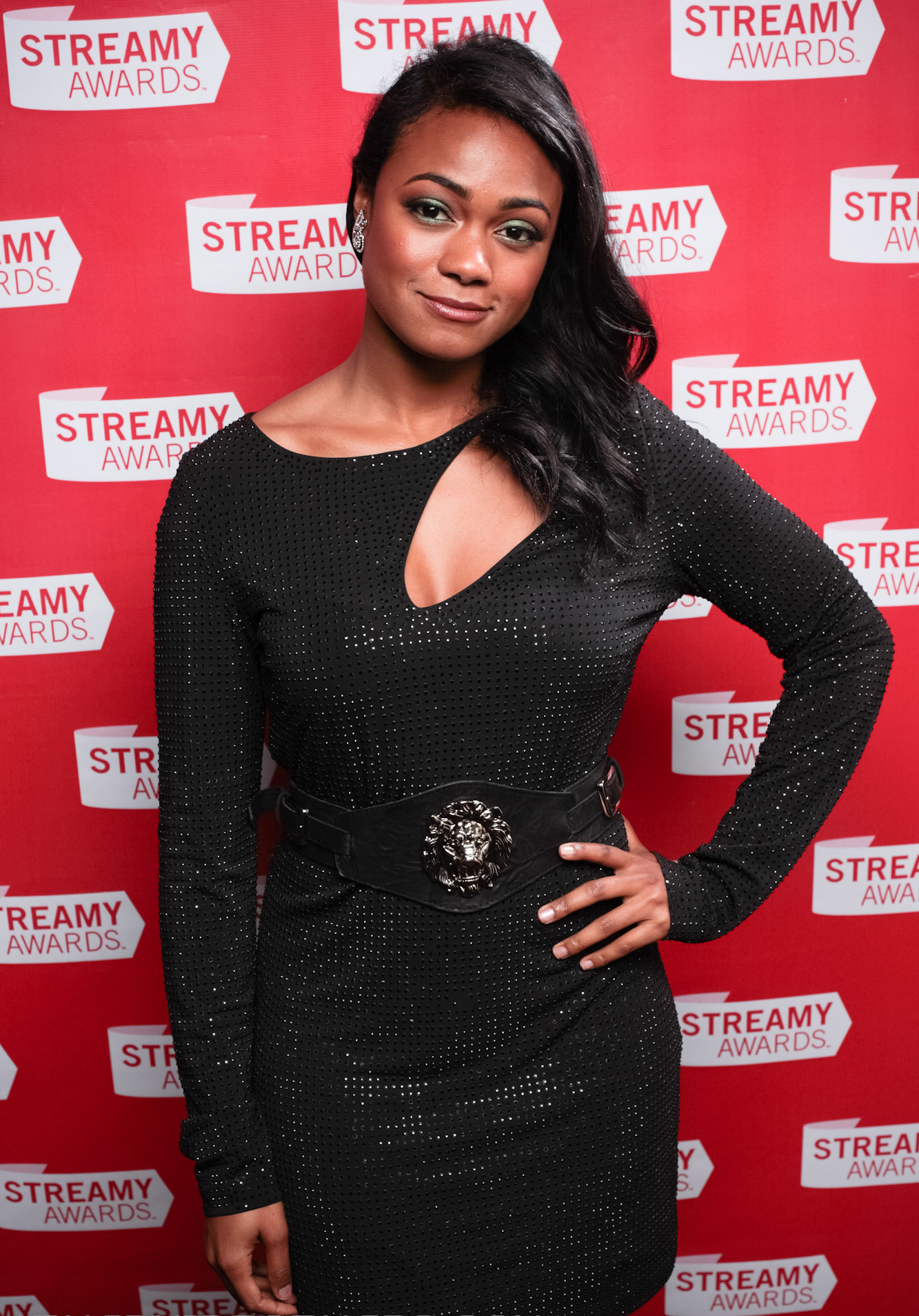
Tatyana Ali (2010)

Tatyana Marisol Ali (* 24. Januar 1979 in Brooklyn, New York City, New York) ist eine US-amerikanische Schauspielerin und R&B-Sängerin.

## Leben
Tatyana Ali ist die Tochter von Sonia Ali, einer in Panama geborenen Krankenschwester, und Sheriff Ali, eines Polizisten indischer Abstammung aus Trinidad und Tobago. Sie hat zwei jüngere Schwestern und ging in Bellmore auf Long Island und in Los Angeles zur Schule. Mit Herbie Hancock trat Ali in der Kinderserie Sesamstraße auf. Bekannt wurde sie durch die Rolle der Ashley Banks in der Sitcom Der Prinz von Bel Air. Gastrollen hatte sie u. a. in Die Bill Cosby Show, Mickey Mouse Club, Ein schrecklich nettes Haus und Grusel, Grauen, Gänsehaut.
In verschiedenen Folgen von Der Prinz von Bel Air trat Ali, die im Alter von sieben Jahren eine Gesangsausbildung begonnen hatte, als Sängerin auf. Im Jahr 1998 veröffentlichte sie ihr Debütalbum Kiss the Sky. Es wurde von Will Smith produziert, dem Hauptdarsteller der Sitcom.
Ali unterstützte die Präsidentschaftskandidatur Barack Obamas und war in dem Video Yes we can von Will.i.am zu sehen.

## Diskografie

### Studioalben
| Jahr | Titel        | Höchstplatzierung, Gesamtwochen, AuszeichnungChartplatzierungen (Jahr, Titel, Platzierungen, Wochen, Auszeichnungen, Anmerkungen) | Höchstplatzierung, Gesamtwochen, AuszeichnungChartplatzierungen (Jahr, Titel, Platzierungen, Wochen, Auszeichnungen, Anmerkungen) | Anmerkungen                           |
| Jahr | Titel        | UK | US | Anmerkungen                           |
| ---- | ------------ | --- | --- | ------------------------------------- |
| 1998 | Kiss the Sky | UK41 (4 Wo.)UK | US106 (11 Wo.)US | Erstveröffentlichung: 25. August 1998 |

### EPs
- 2014: Hello

### Singles
| Jahr | Titel Album                       | Höchstplatzierung, Gesamtwochen, AuszeichnungChartplatzierungen (Jahr, Titel, Album, Platzierungen, Wochen, Auszeichnungen, Anmerkungen) | Höchstplatzierung, Gesamtwochen, AuszeichnungChartplatzierungen (Jahr, Titel, Album, Platzierungen, Wochen, Auszeichnungen, Anmerkungen) | Anmerkungen                                            |
| Jahr | Titel Album                       | UK | US | Anmerkungen                                            |
| ---- | --------------------------------- | --- | --- | ------------------------------------------------------ |
| 1998 | Daydreamin’ Kiss the Sky          | UK6 (9 Wo.)UK | US6 Gold · (17 Wo.)US | Erstveröffentlichung: 21. Juli 1998                    |
| 1999 | Boy You Knock Me Out Kiss the Sky | UK3 Silber · (10 Wo.)UK | — | Erstveröffentlichung: 1. Februar 1999 feat. Will Smith |
| 1999 | Everytime Kiss the Sky            | UK20 (6 Wo.)UK | — | Erstveröffentlichung: 22. Juni 1999                    |

## Filmografie (Auswahl)
- 1988: Crocodile Dundee II
- 1989: Die Bill Cosby Show (The Cosby Show, Fernsehserie, Folge 6x07)
- 1989: Hawk (Fernsehserie, Folge 1x13)
- 1990–1996: Der Prinz von Bel Air (The Fresh Prince of Bel-Air, 147 Folgen)
- 1994: Grusel, Grauen, Gänsehaut (Are You Afraid of the Dark?, Fernsehserie, Folge 3x11)
- 1996: Von Rache besessen (Fall Into Darkness)
- 1996: Kids in the Wild
- 1997: … denn zum Küssen sind sie da (Kiss the Girls)
- 1998: All That (Fernsehshow)
- 1998: The Clown at Midnight
- 1999: Der zuckersüße Tod (Jawbreaker)
- 2000: Brother
- 2003: College Animals (Dorm Daze)
- 2003: Fastlane (Fernsehserie, Folge 1x02)
- 2004: Back in the Day
- 2006: Spiel auf Sieg (Glory Road)
- 2007: Privileged
- 2007–2013: Schatten der Leidenschaft (The Young and the Restless, Soap, 53 Folgen)
- 2008: Hotel California
- 2008: Nora’s Hair Salon II
- 2009: Mütter und Töchter (Mother and Child)
- 2009–2010: Buppies (Fernsehserie, 10 Folgen)
- 2010: Pete Smalls Is Dead
- 2010–2014: Love That Girl! (Fernsehserie, 42 Folgen)
- 2012: Home Again
- 2013: Second Generation Wayans (Fernsehserie, 10 Folgen)
- 2013: The Last Letter
- 2014: Comeback Dad
- 2015: November Rule
- 2015: Fatal Flip (Fernsehfilm)
- 2016: Second Sight
- 2016: It Snows All the Time
- 2017: Wrapped Up In Christmas (Fernsehfilm)
- 2017: Nanny’s Nightmare (Fernsehfilm)
- 2018: Doe
- 2018: Christmas Everlasting (Fernsehfilm)
- 2018: Jingle Belle (Fernsehfilm)
- 2019: College Dating App (Fernsehfilm)
- 2019: Christmas Hotel (Fernsehfilm)
- 2020: The Reason
- 2021: A Picture Perfect Holiday (Fernsehfilm)
- 2022: Vanished – Searching for My Sister (Fernsehfilm)
- 2022: It Snows All the Time
- 2023: Bel-Air (Fernsehserie)
- 2024: Abbott Elementary (Fernsehserie, 2 Folgen)